# Stamboom René van Chalon (1519-1544)
| Stamboom René van Chalon (1519-1544)                                | Stamboom René van Chalon (1519-1544)                                           | Stamboom René van Chalon (1519-1544)                                           |
| ------------------------------------------------------------------- | ------------------------------------------------------------------------------ | ------------------------------------------------------------------------------ |
| Grootouders                                                         | Johan V van Nassau-Dietz (1455-1516) x 1482 Elisabeth van Hessen (1466-1523)   | Jan IV van Chalon-d'Arlay x Filiberte van Luxemburg                            |
| Ouders                                                              | Hendrik III van Nassau-Breda (1483-1538) x 1515 Claudia van Chalon (1498-1521) | Hendrik III van Nassau-Breda (1483-1538) x 1515 Claudia van Chalon (1498-1521) |
| René van Chalon (1519-1544) x 1540 Anna van Lotharingen (1522-1568) |                                                                                |                                                                                |
| Kinderen                                                            | Maria van Chalon (1544?)                                                       | Maria van Chalon (1544?)                                                       |
| Kleinkinderen                                                       | -                                                                              | -                                                                              |